# Adetus angustus
Adetus angustus är en skalbaggsart som beskrevs av Julius Melzer 1934. Adetus angustus ingår i släktet Adetus och familjen långhorningar.
Artens utbredningsområde är Paraguay. Inga underarter finns listade i Catalogue of Life.